# Schistidium urnulaceum
Schistidium urnulaceum är en bladmossart som beskrevs av B. G. Bell 1984. Schistidium urnulaceum ingår i släktet blommossor, och familjen Grimmiaceae. Inga underarter finns listade i Catalogue of Life.